# Quilhan
Quilhan (en occità, Quillan en francès) és un municipi francès situat al departament de l'Aude i a la regió d'Occitània. L'estació ferroviària de Quilhan és l'última del ramal de Carcassona a Limós i hi presta servei trens del TER d'Occitània.

## Geografia
La ciutat se situa al peu de Pirineus a l' Aude.
A l'entrada del congost de  Pierre-Lys, Quilhan, situat en una important cruïlla, és un dels millors centres per a realitzar excursions per tota la regió amb poc trànsit i faldes molt pintoresques dels Pirineus.

## Història
Entre 1790 i 1794 la ciutat de Laval es va fusionar amb la ciutat de Quilhan.
La ciutat era una sub-prefectura en la creació del departament en la Revolució Francesa.

## Economia
L'economia de la ciutat de Quilhan es basa en la fabricació de barrets, calçat (de cuir i tela) i els plàstics, fàbriques de mobles.

## Transport
- L'estació de Quilhan és la terminal del ferrocarril que uneix Carcassona, a través de Limós. Al dia d'avui, la línia s'ha modernitzat i ofereix més rotacions al dia amb l'engegada de qualsevol nova  B amb els colors de la regió Llenguadoc-Rosselló (vermell i groc).
- Els autobusos funcionen diàriament a la ciutat Limós i Carcassona i també Foix.